# Mervyn Savile Wheatley
Mervyn Savile Wheatley, britanski general, * 1900, † 1979.